# Grot

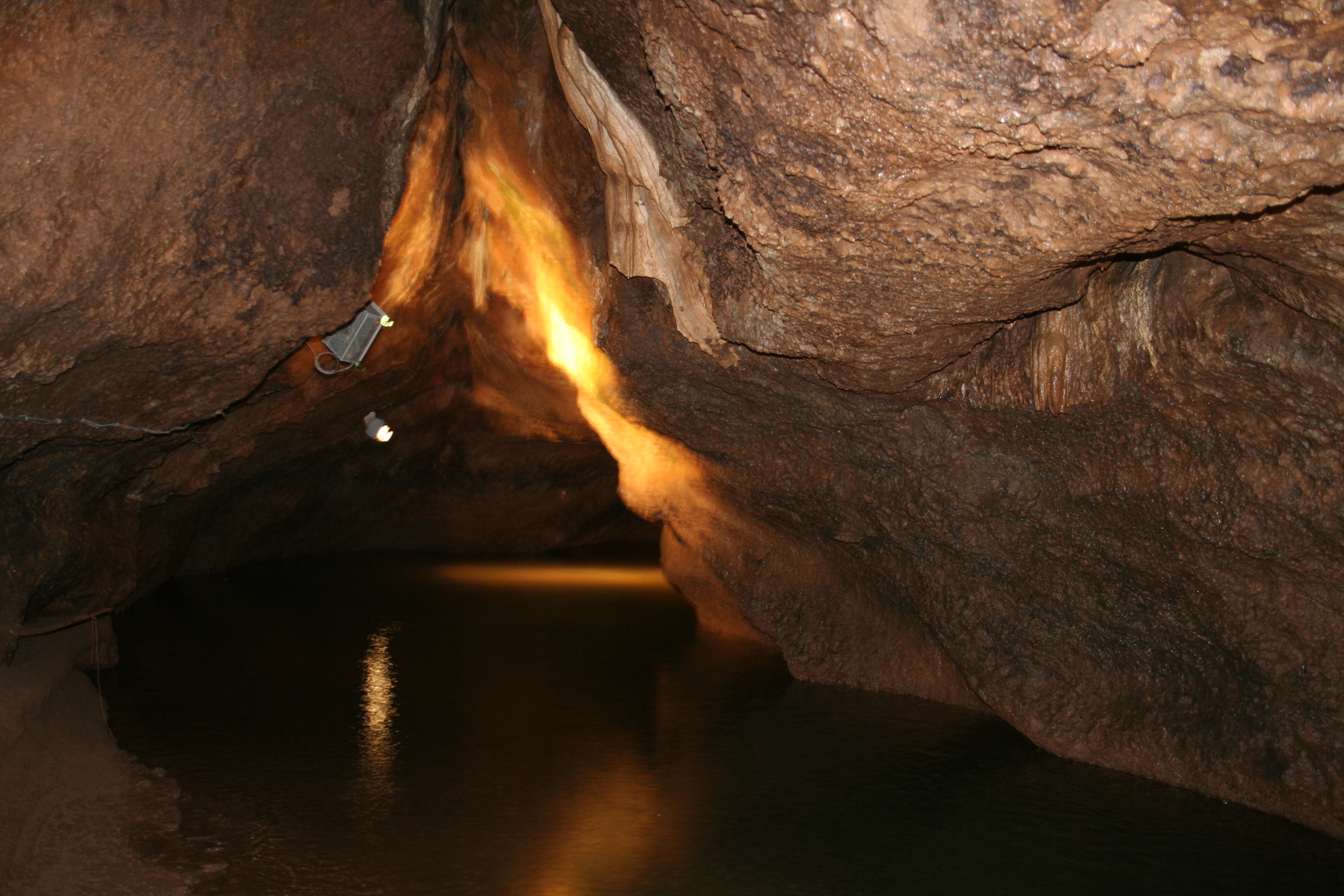
Grotten van Remouchamps

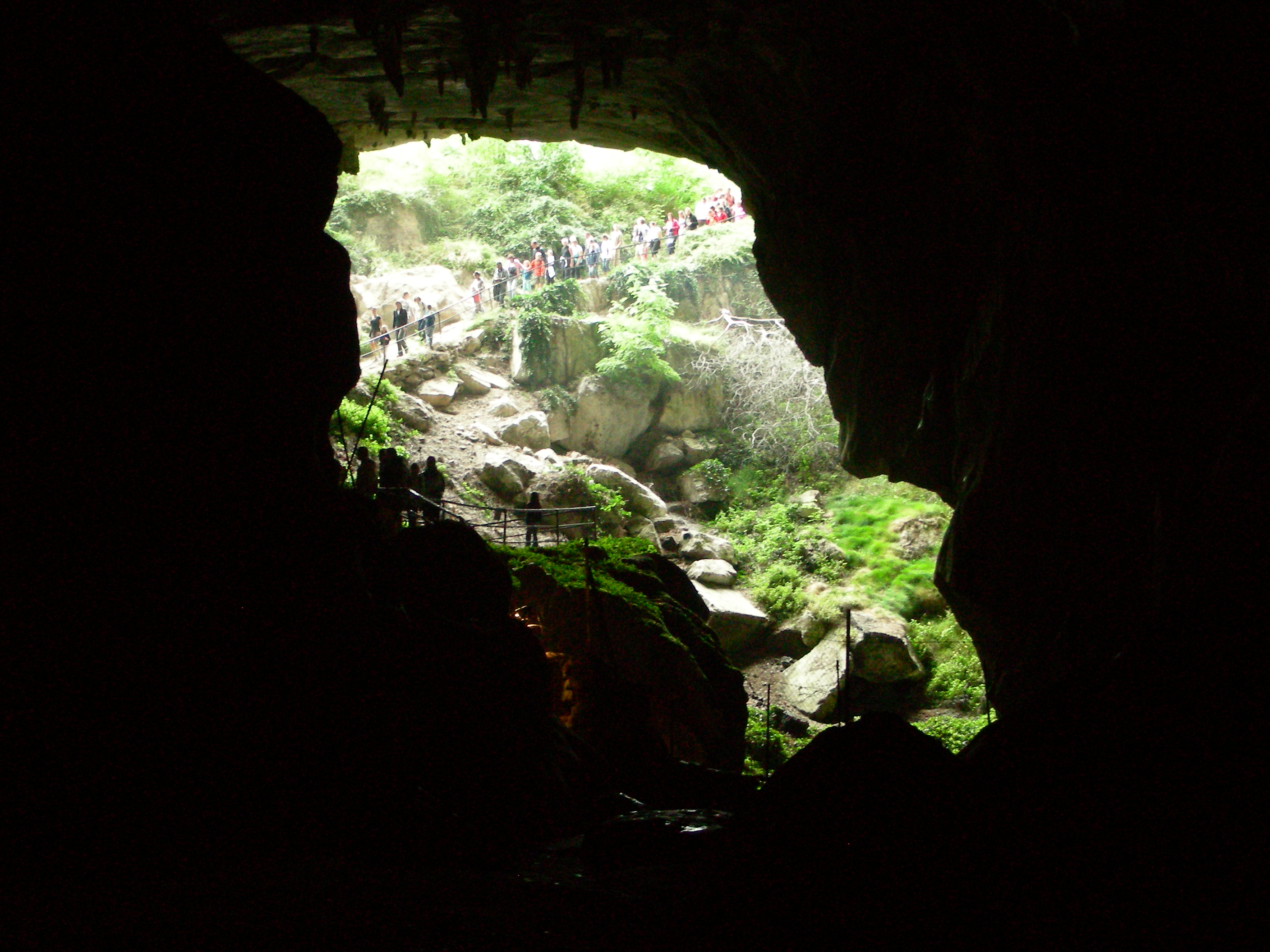
Gezicht vanuit toegang tot de Grotte de Lombrives in Zuid-Frankrijk

Een grot is een (natuurlijk gevormde) onderaardse ruimte. Hierbij gaat het vaak om grotere ruimten. Wanneer een dergelijke onderaardse ruimte kleiner, nauwer of moeilijker toegankelijk is, wordt gesproken van een hol(te). Een grot kan uit een aantal hol(t)en bestaan. Het woord spelonk wordt soms gebruikt voor wat nauwere holen, met name in vertalingen van de Bijbel (onder andere spelonk van Machpela, Genesis 23:9) en de Koran (onder andere Soera De Spelonk).
Grotten bestaan meestal uit gangen (galerijen) en ruimten die hoger of breder zijn: zalen of kamers. Vaak heeft een grot meerdere ingangen. Het kunnen dus echte doolhoven zijn en ze kunnen gigantische afmetingen hebben. De langste grot ter wereld is Mammoth Cave in Kentucky (Verenigde Staten). De galerijen van deze vrijwel horizontale grot totaliseerden in 2013 ongeveer 643 km in lengte. De diepste en tevens meest verticale grot ter wereld is de Kroeberagrot in Georgië. Tussen de ingang en het diepste punt is meer dan 2200 meter niveauverschil.
De eerste grot ter wereld waarin speleologen de magische diepte van 1000 m bereikten, in augustus 1956, was de Gouffre Berger in Frankrijk.
In 2013 waren er over heel de wereld 97 grotten bekend die dieper waren dan 1000 m. Twee derde daarvan is gelegen in Europa.
Grotten worden vaak gevormd door oplossing van kalksteen (calciet) in koolzuurhoudend water. Het is dan een karstverschijnsel. Vaak komen in grotten ook druipstenen voor. De meerderheid van kalksteengrotten zijn ooit gevormd door een ondergrondse rivier of watertafel. Ze kunnen vandaag de dag nog steeds doorlopen worden door een ondergrondse rivier. Men spreekt dan over actieve grotten. Indien de rivier is verdwenen en de grot is drooggevallen, spreekt men over fossiele grotten.
In de volksmond wordt de term grot ook gebruikt voor de mergelgroeven in onder meer Zuid-Limburg. De mergelgroeven zijn echter door de mens gemaakt. Toch komen op een aantal plaatsen in deze mergelgroeven karstverschijnselen voor. De grootste karstgang (grot) in Nederland bevindt zich in het Noordelijk Gangenstelsel van de Sint-Pietersberg in het zogenoemde "stelsel van Jansen Eggels" en meet 50 meter.

## Aven d'Orgnac
De Aven d'Orgnac is een complex van grotten in Frankrijk bij Orgnac-l'Aven. Dit complex had oorspronkelijk enkel een verticale toegang. Anno 2022 zijn drie zalen te bezoeken via een zevenhonderdtal trappen die naar beneden leiden. In 1935 werd deze aven voor het eerst onderzocht door Robert de Joly, samen met een aantal andere speleologen.

## Menselijke bewoning

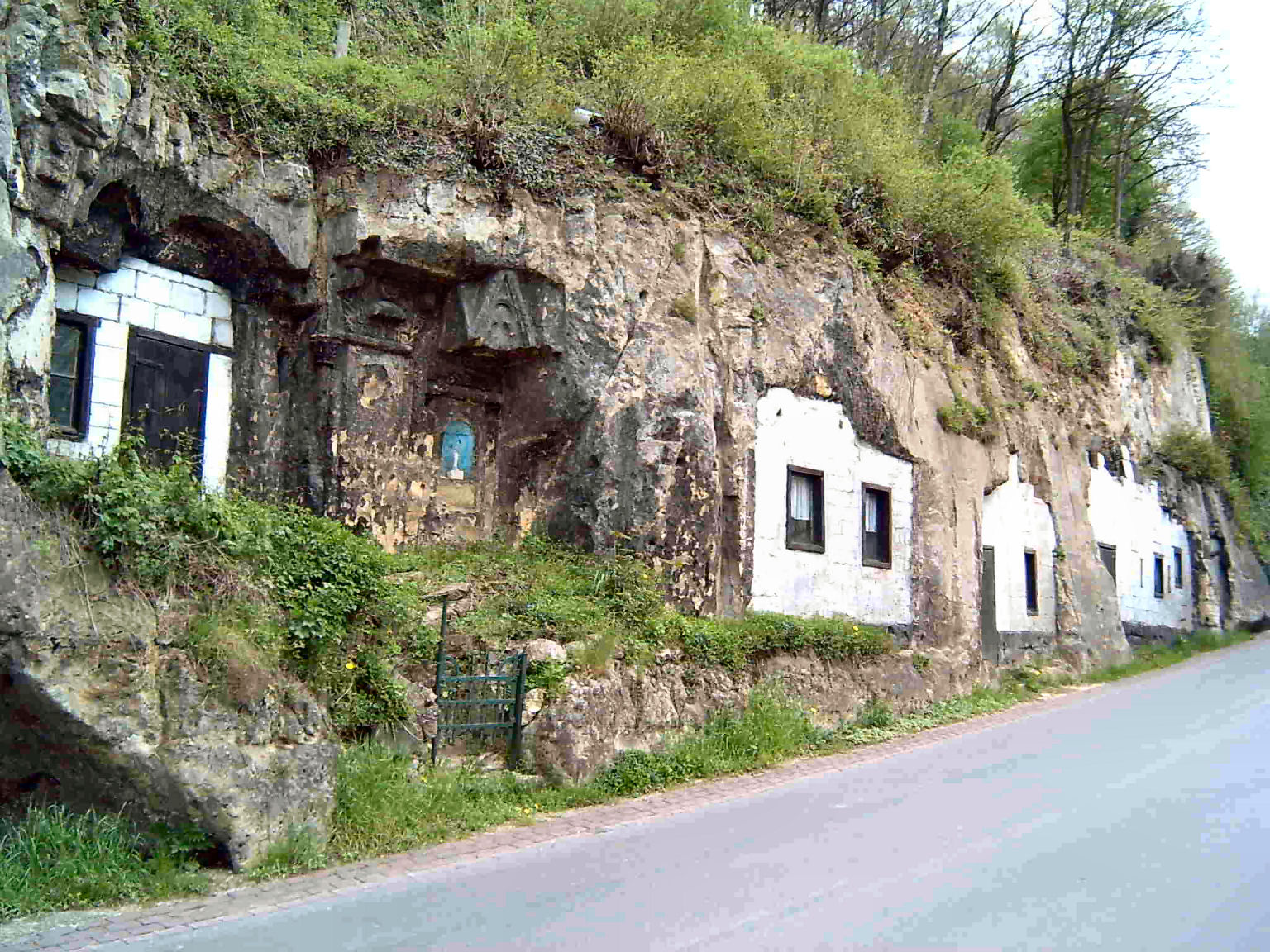
Geulhemse grotwoningen in Zuid-Limburg

In de geschiedenis van de mens hebben grotten een belangrijke rol gespeeld, omdat zij een veilig onderkomen boden. In sommige van deze grotten hebben mensen uit het paleolithicum grotschilderingen achtergelaten. Een bekend voorbeeld is die in de grotten van Lascaux.
In België zijn ondergronds een aantal belangrijke prehistorische sites aangetroffen, waaronder de Grotten van Goyet en deze van Spy. Ook de Limburgse mergelgroeven ("grotten") hebben gediend als toevluchtsoord of voor bewoning. Bekende grotwoningen waren te vinden in Geulhem (gemeente Valkenburg aan de Geul) en in de Sint-Pietersberg in Maastricht.
Ook nu nog oefenen grotten en mergelgroeven een grote aantrekkingskracht op sommigen uit, bijvoorbeeld op speleologen en berglopers. De exploratie van nieuwe grotten, of van nieuwe galerijen in reeds bekende grotten, is het domein van speleologen. Zij maken daarvoor vaak ingestorte of met sediment opgevulde doorgangen vrij, waarbij ze zich laten leiden door luchtstromingen of de weg van het water. Nieuwe ontdekkingen worden zorgvuldig opgemeten en in kaart gebracht.

## Dieren

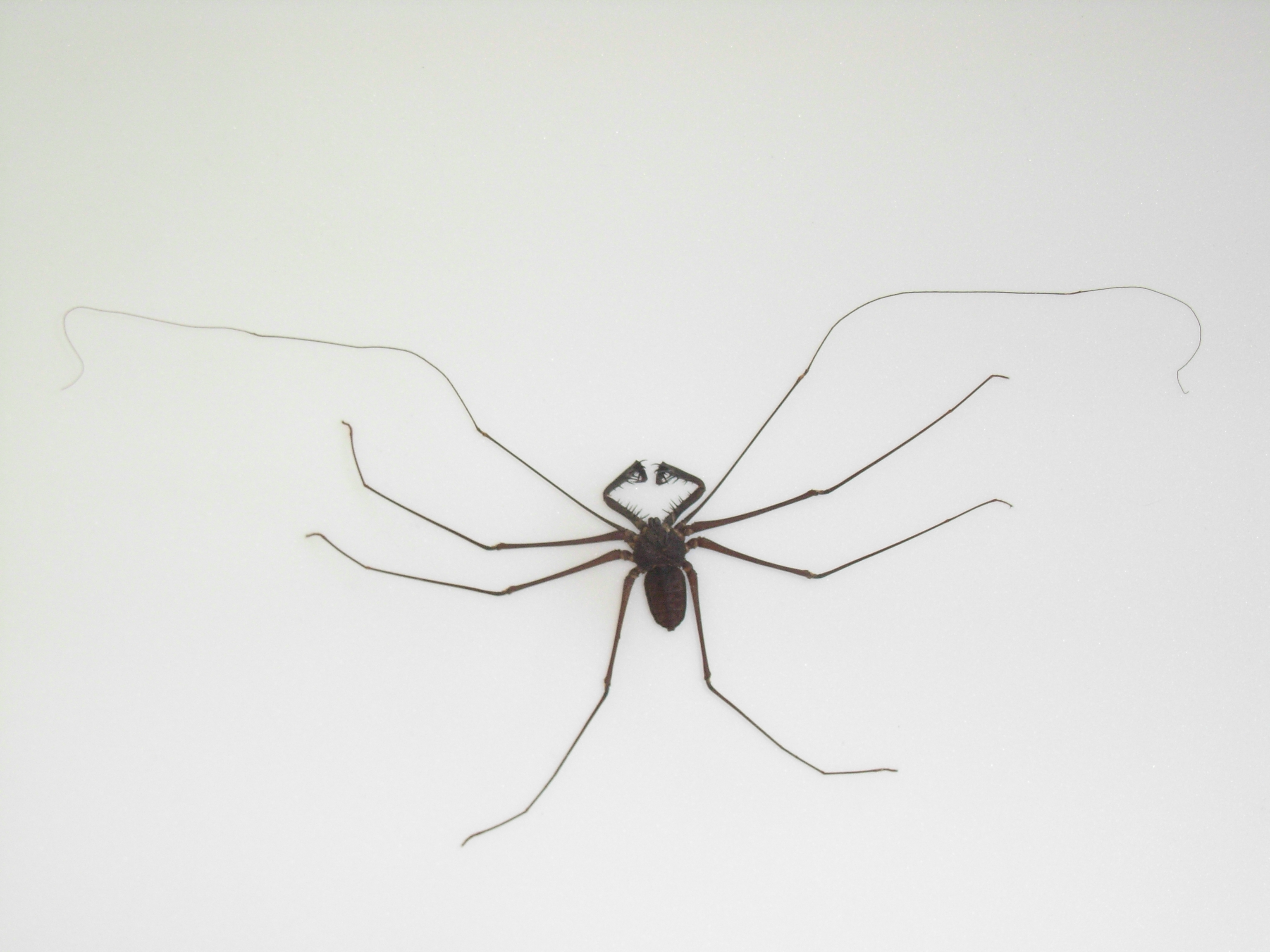
Zweepspinnen hebben extreem lange voorpoten om de omgeving af te tasten.

Voor veel diersoorten zijn grotten een onontbeerlijke huisvesting (troglofiel). Zo zijn in veel grotten grote aantallen vleermuizen te vinden. Deze vleermuizen slapen er overdag in grote kolonies. Er zijn zelfs diersoorten die alleen in grotten te vinden zijn, troglobieten genaamd. Deze dieren zijn vaak blind. Omdat zij in het donker van de grot niets aan ogen hebben, zijn deze gedegenereerd. Een voorbeeld is de olm, een salamander die alleen in ondergrondse wateren leeft. Andere dieren hebben aanpassingen om in het donker te kunnen navigeren, zoals de zweepspinnen. Deze spinachtige dieren hebben zeer sterk verlengde voorpoten die een tastzintuiglijke functie hebben.
In sommige grotten in Nieuw-Zeeland en Australië is een blauw-groene gloed zichtbaar. Dit licht is afkomstig van de mug Arachnocampa luminosa, waarvan de larven licht produceren om prooien te lokken door middel van een chemisch proces. Dit verschijnsel wordt ook wel bioluminescentie genoemd. In de Waitomo grotten in Nieuw-Zeeland is deze gloed dermate spectaculair, dat er dagelijks honderden bezoekers op afkomen.

## Stalactieten en stalagmieten

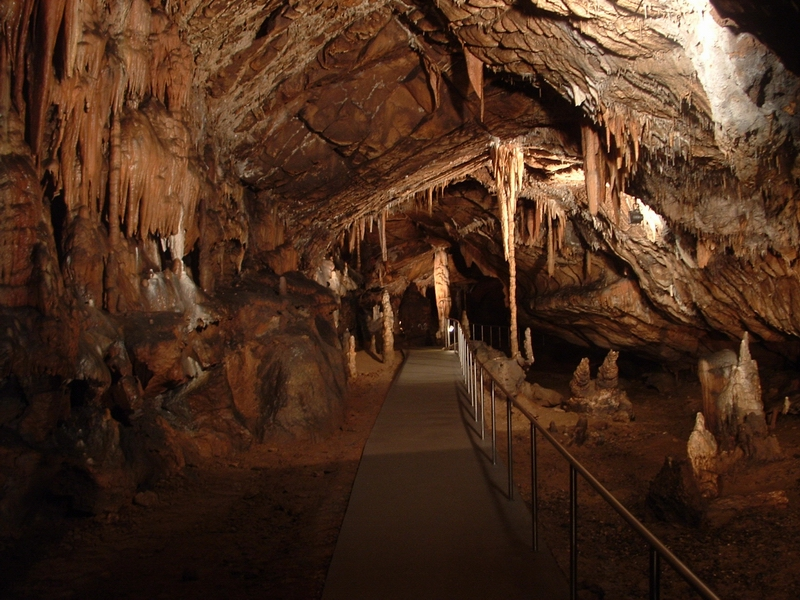
Stalactieten

In druipsteengrotten vormen zich een soort kegelvormige pegels, zowel hangend als staand. De hangende vormen worden stalactieten genoemd, de op de bodem gevormde pegels heten stalagmieten. De pegels ontstaan als volgt: het regenwater, dat in de bodem boven de grot dringt, absorbeert koolzuurgas dat afkomstig is van de vegetatie en wortels. Het zuur geworden water ontmoet vervolgens de kalksteenrots en zal zich verzadigen met opgeloste kalk. Wanneer het water vervolgens via microscopische barstjes uit het plafond van de grot sijpelt, slaat een deel van de opgeloste kalk neer onder de vorm van calciet, doordat het water opnieuw het koolzuurgas afgeeft aan de grotatmosfeer. Door de ophoping van dit calciet groeien er gedurende tientallen tot duizenden jaren kegelvormige druipsteenpilaren. Een stalagmiet groeit zeer traag. De snelheid is zeer variabel en afhankelijk van vele factoren. Sommige druipsteenformaties groeien één cm in tien jaar. Andere doen daar duizend jaar over.

## Geo-risico’s van grotten
Het voorkomen van grotten leidt tot geo-risico’s:
- waterreserves
- vervuiling van grondwater
- storten van afval
- instortingen

Het voorkomen van deze risico’s kan bepaald worden door middel van geofysische prospectie en dan in kaart gebracht worden. Zulke kaarten dienen voor het bepalen van gebieden waar bepaalde nijverheden veilig ingeplant kunnen worden, of ook gebieden waar al dan niet woonzones kunnen komen.